# Montefalcone Appennino
Montefalcone Appennino è un comune italiano di 360 abitanti della provincia di Fermo nelle Marche.

## Geografia fisica
Il territorio comunale confina ad ovest con i comuni di Amandola e Comunanza, ad est con quello di Santa Vittoria in Matenano, a nord con il comune di Smerillo e di Monte San Martino, a sud con quello di Force con l'interposizione del fiume Aso. Il suo paesaggio è prevalentemente alto-collinare, con un'altezza media del suo territorio superiore ai cinquecento metri, eccezion fatta per la stretta striscia pianeggiante lungo il fiume Aso a sud.
L'altitudine massima del paese è raggiunta dalla rupe calcarea, sulla sommità del monte boscoso, che ad occidente cade a strapiombo, come una lama di alcune centinaia di metri, sul terreno agricolo sottostante, costituendo il punto più elevato del territorio, a mo' di balcone con vista suggestiva sulla catena dei monti Sibillini ad ovest, su cui sorge l'abitato storico in posizione panoramica, a ben 757 metri sul livello del mare.
Per le sue caratteristiche orografiche, il comune fa infatti parte della Comunità montana dei Sibillini, istituita dalla regione Marche.

## Storia
I reperti più antichi relativi ad insediamenti umani nell'area si trovano in località Colle Luccio e risalgono al periodo romano. Per quanto riguarda le fonti scritte, invece, le prime notizie si trovano in documenti del 705 e del 930 del feudo farfense di Santa Vittoria in Matenano. Sotto i farfensi il centro conobbe un notevole sviluppo, con la costruzione di un fortilizio e di una scuola per i chierici. Nel 1214, poi,  Montefalcone ottenne la Libertà Comunale.
Fu coinvolto nelle lotte tra Ascoli Piceno e Fermo: nel 1239 venne conquistato da Enzo di Sardegna, per poi passare sotto Fermo nel 1257; nel 1351 venne assediato da Galeotto I Malatesta per passare nel 1355 sotto lo Stato Pontificio, giurando fedeltà a Egidio Albornoz. Nel XV secolo fu sotto il controllo della famiglia Orsini e, dopo il Risorgimento, nel 1860 Montefalcone entrò nella Provincia di Ascoli Piceno.
E dal giugno 2009, dopo le elezioni amministrative di primavera, fa parte della provincia di Fermo.
Tra i personaggi famosi che vissero a Montefalcone si ricorda il pittore Osvaldo Licini, che vi risiedette tra il 1922 ed il 1924.
Il toponimo deriva il suo nome dal nidificare dei falchi sulla sommità del monte, che guarda ad occidente la catena appenninica centrale umbro-marchigiana dei Monti Sibillini, data la collocazione del paese sulla rupe d'arenaria, ad un'altitudine di ben 780 metri sul livello del mare, come monte del falcone.

## Monumenti e luoghi d'interesse
Il paese si trova sulla sommità di una rupe tra le vallate dell'Aso e del Tenna, che permette la visione di panorami suggestivi verso i Monti Sibillini ed i Monti della Laga.

### Costruzioni civili e militari
- Il Castello. Situato poco fuori l'abitato di Montefalcone, a picco sopra uno sperone roccioso, si ergono le torri rimanenti dell'imponente castello, in una scenografia naturale che crea, con il paese sullo sfondo, una suggestiva veduta della località.

### Costruzioni religiose
- Chiesa di San Michele Arcangelo. È la chiesa parrocchiale del paese e ha il titolo di pieve. Di origine farfense, è ricordata per la prima volta con il titolo di Sant'Angelo in Castello in un documento del 1332. Nel 1572 entrò a far parte della diocesi di Fermo. L'attuale costruzione fu realizzata negli anni 1821-1824 dal Comune di Montefalcone con il legato di 3000 scudi romani di Livio Palmoni un falconese cocchiere di Papa Pio VII. Sorge sull'area precedentemente occupata dalla chiesa di San Pietro in Porta. Di stile neoromanico, ha pianta a croce greca con tre altari. All'altare maggiore campeggia la tela raffigurante San Michele Arcangelo di Giuseppe Toscani (1947). Gli altri altari sono dedicati al Sacro Cuore, con tela raffigurante Sant'Eurosia, attribuita a Antonio Liozzi di Penna San Giovanni (secolo XVIII), e alla Vergine Addolorata. La chiesa ha subito nel corso degli anni numerosi rimaneggiamenti e restauri, il primo dei quali, tra il 1899 ed il 1902, si deve al parroco Don Donato Marinucci, mentre a Don Raffaele Gasparri si devono i restauri del 1925 e soprattutto del 1949-50, allorquando il Toscani affrescò la volta e le pareti. Intorno agli anni Settanta il parroco Don Tarcisio Molini ricavò l'attuale Salone Don Bosco dai locali precedentemente utilizzati come sacrestie.

- la trecentesca Chiesa di San Pietro in Penne e la quattrocentesca Chiesa di Santa Maria delle Scalelle, quest'ultima posta sopra una delle più antiche gallerie italiane (risalente al 1833).

- Altro luogo da visitare è la cappella dei Principi Orsini, dedicata a Sant'Antonio da Padova[7], e, in località Luogo di Sasso a circa un chilometro dal paese in direzione di Smerillo, si trova la Chiesa del convento dei minori di San Giovanni in Selva, di origine benedettina, anche se ceduta ai Francescani nel 1223. La chiesa, di aspetto settecentesco, custodiva un polittico di Pietro Alemanno, ora trasferito nel Museo del paese a Palazzo Felici.

Data la posizione del paese all'interno di un'area naturale protetta, il paese ospita anche un Centro di Educazione Ambientale.

## Società

### Evoluzione demografica
Abitanti censiti

## Cultura

### Musei
- Museo Comunale di Palazzo Felici: dedicato soprattutto ai fossili,[9] vi è esposto in una sala anche il polittico con la Madonna con Bambino e Santi, tavola dipinta da Pietro Alamanno tra il 1475 e il 1480, proveniente dalla vicina Chiesa conventuale di San Giovanni Battista dei Minori Osservanti, restaurato nel 2020 e corredato ancora della sua carpenteria originale, opera di Giovanni di Stefano da Montelparo.[10]

## Amministrazione
| Periodo        | Periodo        | Primo cittadino    | Partito                                       | Carica  | Note   |
| -------------- | -------------- | ------------------ | --------------------------------------------- | ------- | ------ |
| 21 giugno 1985 | 16 giugno 1990 | Giuseppe Marziali  | Movimento Sociale Italiano - Destra Nazionale | Sindaco | [ 11 ] |
| 16 giugno 1990 | 24 aprile 1995 | Giuseppe Marziali  | Indipendente                                  | Sindaco | [ 11 ] |
| 24 aprile 1995 | 14 giugno 1999 | Cesare Milani      | Lista civica                                  | Sindaco | [ 11 ] |
| 14 giugno 1999 | 14 giugno 2004 | Cesare Milani      | Lista civica                                  | Sindaco | [ 11 ] |
| 14 giugno 2004 | 8 giugno 2009  | Adamo Rossi        | Lista civica                                  | Sindaco | [ 11 ] |
| 8 giugno 2009  | 26 maggio 2014 | Adamo Rossi        | Lista civica                                  | Sindaco | [ 11 ] |
| 26 maggio 2014 | 27 maggio 2019 | Adamo Rossi        | Lista civica Progetto per Montefalcone        | Sindaco | [ 11 ] |
| 27 maggio 2019 | 10 giugno 2024 | Giorgio Grifonelli | Lista civica Persone Idee Energie             | Sindaco | [ 11 ] |
| 10 giugno 2024 | in carica      | Cesare Milani      | Lista civica Per Montefalcone                 | Sindaco | [ 11 ] |

Il comune fa parte della Comunità montana dei Sibillini.

## Galleria d'immagini

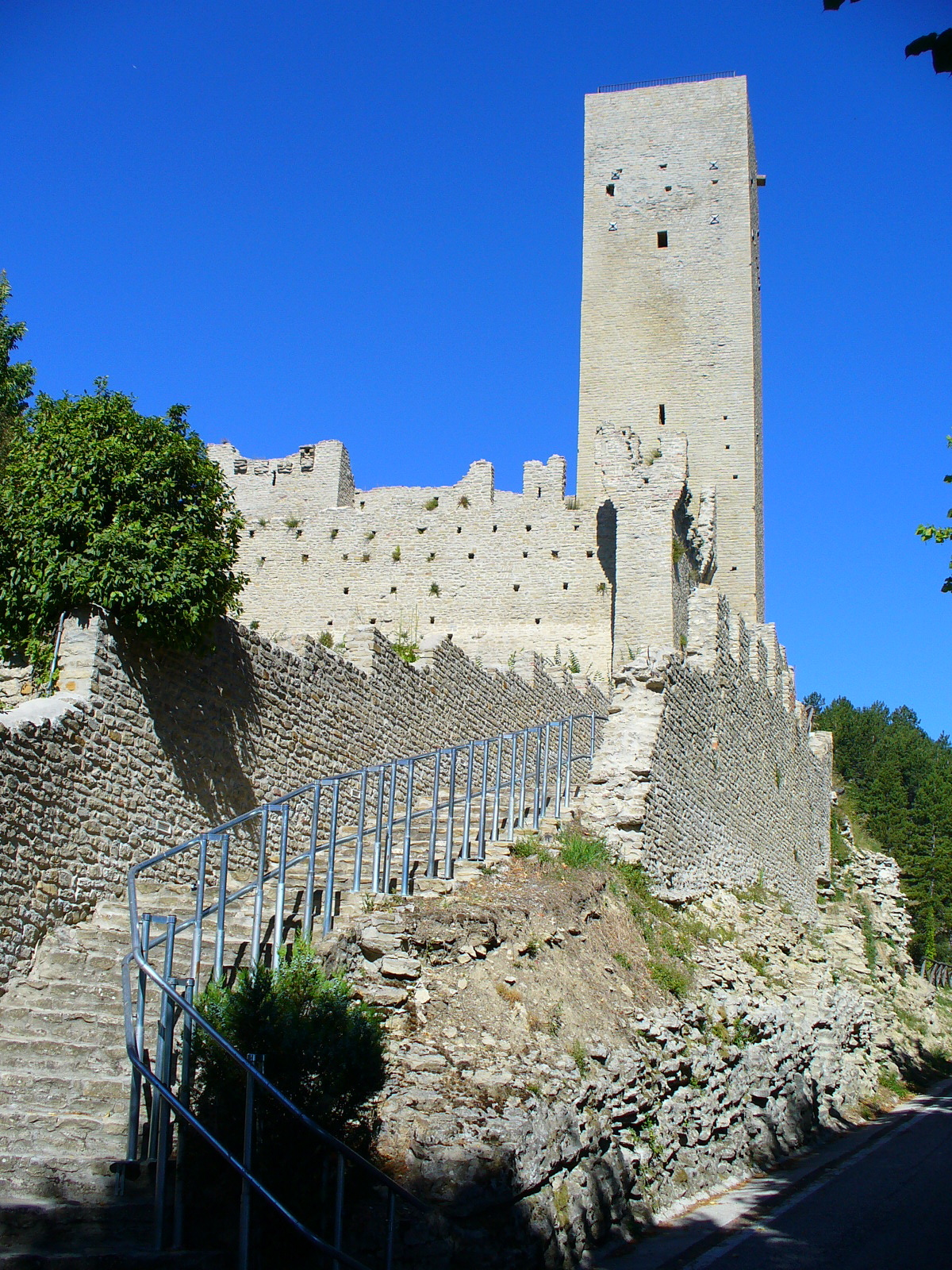
Torre medievale
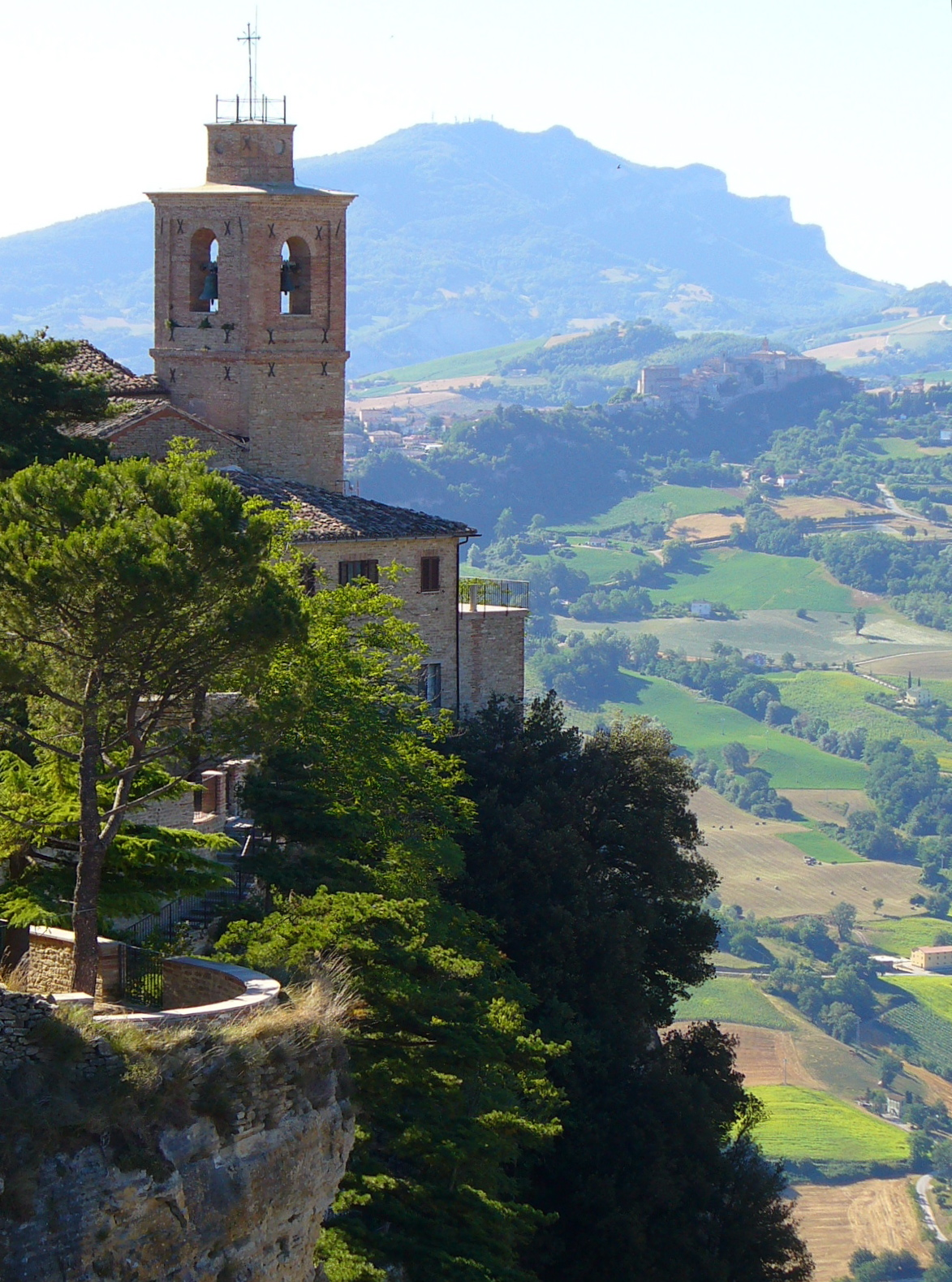
Chiesa di San Michele
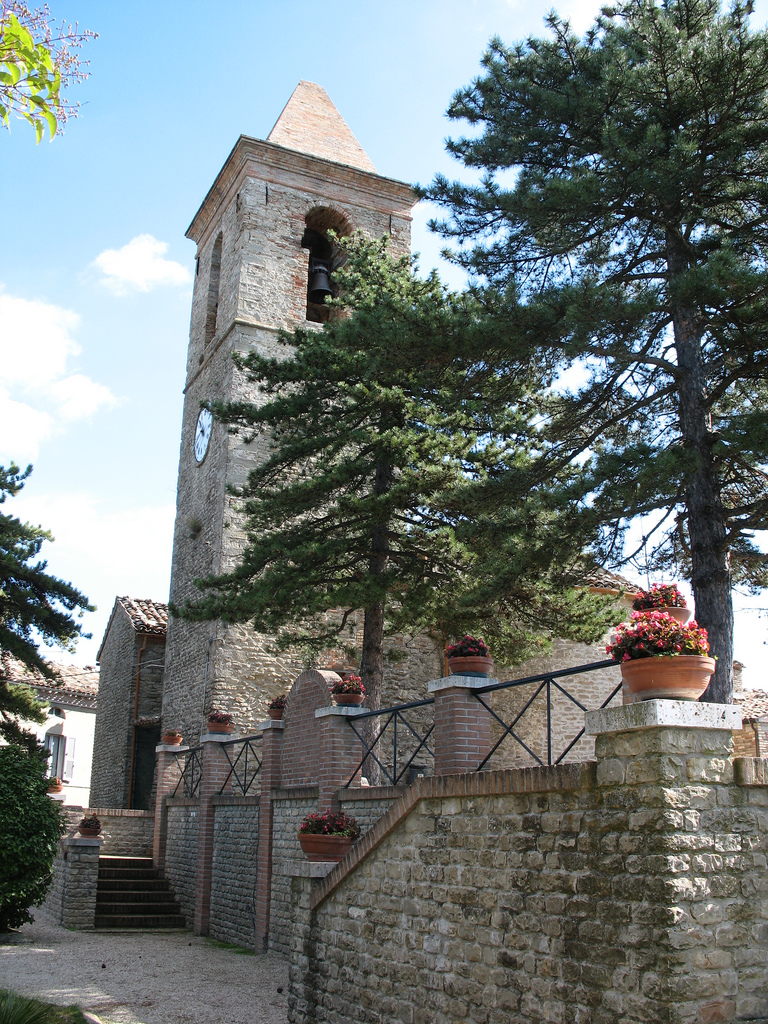
Chiesa di San Pietro
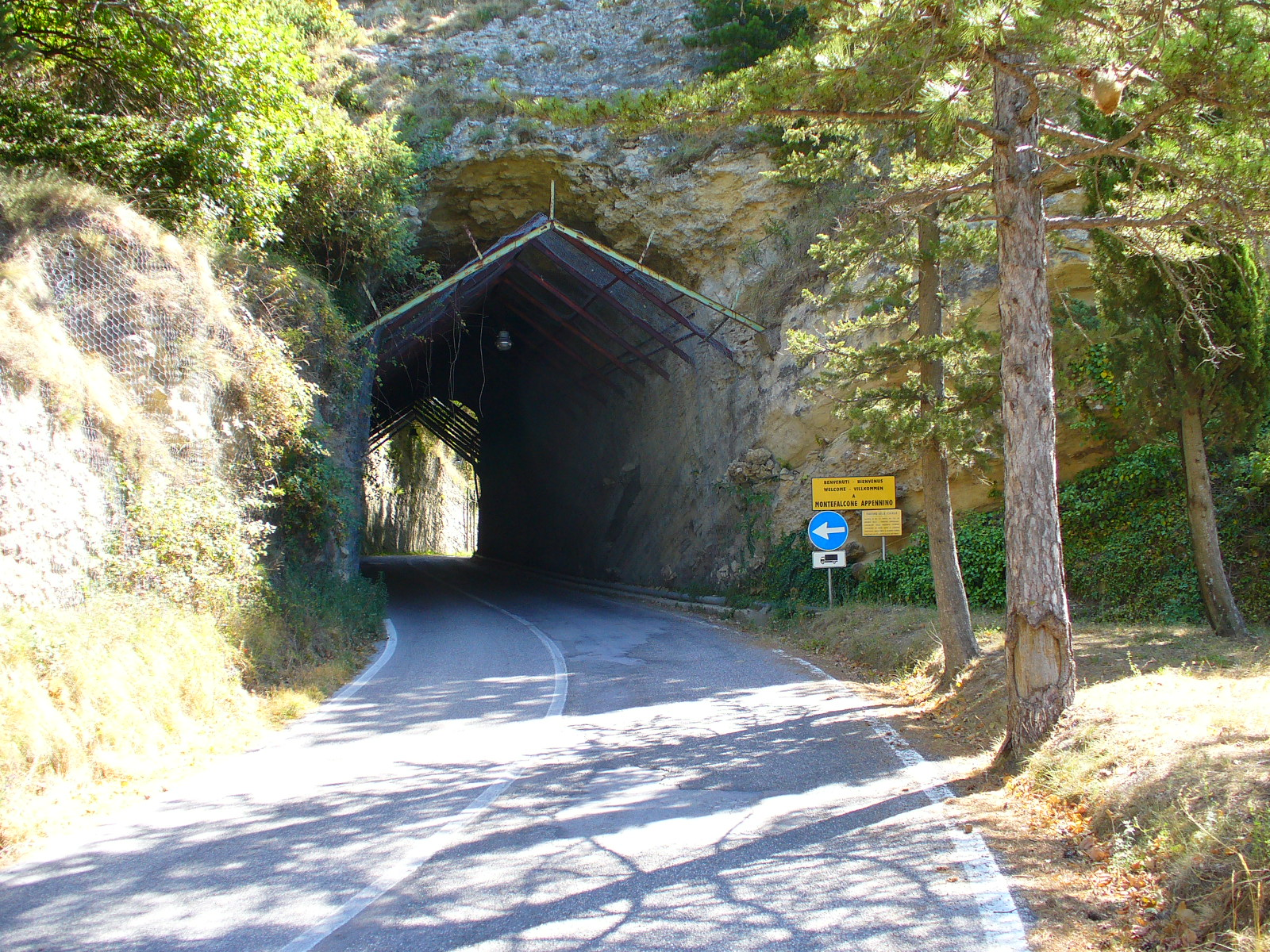
Galleria delle Scalelle